# Basileus
 (novembre 2024).
Si vous disposez d'ouvrages ou d'articles de référence ou si vous connaissez des sites web de qualité traitant du thème abordé ici, merci de compléter l'article en donnant les références utiles à sa vérifiabilité et en les liant à la section « Notes et références ».
Basileus (en grec ancien : Βασιλεύς / basileús) signifie « roi ». Le terme est attesté dans la Grèce antique à l’époque mycénienne et utilisé depuis Homère. Il a désigné entre autres les empereurs romains pour les Grecs et un certain nombre de souverains d'origine macédonienne à l'époque hellénistique. Il est aussi le titre des empereurs byzantins (dans l'Empire romain d'Orient). C'est l'origine étymologique du prénom Basile.

## Étymologie
L'étymologie du mot reste peu claire. Si le mot est originellement grec, il pourrait dériver de βασίς / basís (« base »). Mais cette origine est douteuse ; la plupart des linguistes supposent que c'est un mot adopté par les Grecs à l'âge du bronze à partir d'un autre substrat linguistique de Méditerranée orientale peut-être thrace ou anatolien. On pourrait aussi supposer un lien éventuel avec le terme arabo-persan wazir « vizir ».

## Grèce antique

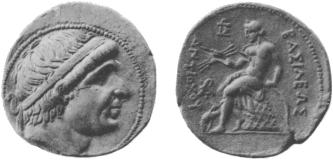
Une pièce d'argent du roi séleucide Antiochos Ier Sôter. L'inscription grecque indique ΒΑΣΙΛΕΩΣ ΑΝΤΙΟΧΟΥ (roi Antiochos).

### Grèce archaïque et classique
La première utilisation connue du mot se retrouve sur des tablettes d'argile cuites découvertes dans les fouilles de palais mycéniens ayant subi la destruction par le feu, qui a cuit les tablettes et permis leur conservation. Les tablettes sont datées du XIIIe siècle au XIIe siècle av. J.-C. et écrites en linéaire B. Le terme « basileus » (qa-si-re-u) était primitivement utilisé pour des nobles ou hauts fonctionnaires qui étaient les superviseurs de districts dans les États mycéniens. Les fonctions et positions exactes d'un qasireu sont peu connues et restent sujettes à discussion.
Le souverain grec est désigné comme ϝάναξ / wánax (wa-na-ka en linéaire B) dont le pendant féminin est ϝάνασσα / wánassa (wa-na-sa en linéaire B). Le titre — qui deviendra ἄναξ / ánax plus tardivement, de même pour le féminin, qui deviendra ἄνασσα / ánassa — est la plupart du temps traduit par « haut-roi » et signifie « qui exerce la suzeraineté sur d'autres rois ». Le wanax exerce donc le pouvoir sur plusieurs « basileis » locaux, et selon certains auteurs, cela ferait de cette organisation une société de type proto-féodale de l'âge du bronze. La signification du mot s'étend plus tard au sens de roi comme l'attestent les écrits d'Homère dans lesquels Agamemnon et Priam portent ce titre. Le mot désigne donc le roi de la cité aux âges obscurs et au début de l'époque archaïque, époque où les cités grecques étaient des monarchies, avant la chute de celles-ci, à partir du milieu du VIIIe siècle av. J.-C..
Les rois achéménides de Perse étaient aussi nommés Megas Basileus (Grand roi) ou Basileus Basileôn, traduction du persan Shâhanshâh (Roi des rois). L'utilisation du terme « basileus » était limitée à quelques États grecs qui n'avaient jamais aboli la transmission du pouvoir royal par hérédité. Ainsi étaient nommés les rois de Sparte, ceux de Macédoine et d'Épire et d'autres rois des tribus barbares de Thrace et d'Illyrie.
Le terme est aussi utilisé à Athènes pendant la période classique pour désigner l'un des archontes, le sens ici n'est que symbolique pour la fonction de prêtre. Dans les autres cités-États, le terme n'est jamais utilisé. Un souverain prenait plutôt le titre de tyran ou d'archonte.
Le titre a été porté par Alexandre le Grand et ses successeurs grecs en Égypte, Mésopotamie et Macédoine. Le pendant féminin est βασίλισσα / basílissa et désigne une reine régnante comme Cléopâtre ou une reine consort.

### Époque hellénistique

#### Contexte
L’année 306-305 signa, selon Plutarque, « l’année des rois ». Les diadoques Antigonides se proclamèrent rois à l'issue d’une victoire à la Bataille de Salamine de Chypre (306 av. J.-C.). Les autres diadoques (Ptolémée Ier, Séleucos Ier, Lysimaque) firent de même. Des souverains, après les diadoques, se proclamèrent rois, eux-aussi, comme Mithridate Ier du Pont en 296, Agathocle de Syracuse en 305 et Attale Ier de Pergame vers 240. Ils portèrent le titre de « basileus », tous en raison de quelques succès militaires ou parce qu’ils ont su rester indépendants. Les conceptions de la victoire se fondaient sur les mythes de conquêtes du pouvoir (Pélops, Ulysse, Œdipe, Thésée). Pour appuyer leurs qualités de vainqueurs, les rois se laissaient conférer des épithètes qu’ils exprimaient comme : « Nicator », « Nicéphore », « Le Grand », « Le Sauveur »…. Ces titres ont été durablement établis par les diadoques. La nature royale, associée au titre, reposait sur l’hérédité de ces mêmes diadoques.

#### La nature royale
Le « Basileus » était un monarque à l’époque hellénistique. Il recouvrait un caractère divin, surhumain. Il était une reproduction de l’image d'un dieu sur terre. Il était à la fois créateur et artisan de « l'État » qui n’existerait pas sans lui. Pour ce faire, il jouissait d’un pouvoir absolu car le monarque disposait d’un pouvoir sans partage, il incarnait physiquement l’État. Par exemple, la divinisation du monarque s’observait par le culte qu’on lui vouait et les épiclèses de la titulature officielle. Dès lors, le roi était la source du pouvoir qu’il devait exercer dans le but de réaliser le « bien ». La justice était un des outils de son autorité. En d’autres termes, bien qu’il ait été absolu, le roi vivait pour le bien de son peuple. Le Basileus était considéré « bienfaiteur », « Boèthos » (Secourable) ou « Sôter » (Sauveur). Néanmoins, outre cette divinisation, le roi n’incarnait ni n'imposait une religion d’État.
Le Basileus était le détenteur du pouvoir militaire. Les premiers rois (Diadoques) étaient des généraux victorieux, leur constance au combat affirmait leurs vertus (au sens romain). On retrouvait des épiclèses comme « Callinicos » (le Glorieux Vainqueur). Bien qu’il soit absolu, une délégation du pouvoir était exercée par le roi au sein d’un personnel large, notamment pour resserrer les liens de fidélité à la cour et contrôler les grands du royaume.
La victoire révélait les qualités et attributs du roi ou du futur roi. Au fil du temps, les basileus se succédant, ont eu le souci de mythifier et diviniser leur personne. Par exemple, selon Diodore de Sicile, Agathocle de Syracuse , montra très tôt une force surnaturelle il se distingua à la guerre par ses actes héroïques en sauvant ses compagnons d’armes plus d’une fois. Il y avait une image bicéphale du roi, celle d’un roi héroïque à la destinée miraculeuse.
La nature royale avait un caractère héréditaire. L’adoption permettait de renforcer la continuité familiale afin de se doter d’une descendance. La majorité dépendait des royaumes (chez les séleucides la majorité était à 18 ans, chez les lagides, à 16 ans). La règle de primogéniture ne s’appliquait pas chez les séleucides ni chez les lagides. Tous les fils nés du même père pouvaient accéder au pouvoir. Mais ceux-ci n'avaient pas les mêmes chances d'y accéder. En effet, le roi pouvait désigner son fils préféré en tant que successeur de son vivant.

#### Les attributs royaux

##### La victoire (Niké) qualification royale
Le roi était d’abord et obligatoirement un guerrier vainqueur. La victoire (Niké) révélait la nature royale et la marque d’une protection divine. Elle était un élément charismatique du souverain. La conquête fondait le droit de propriété lorsqu’il était établi, le territoire étant traité comme un patrimoine dont on hérite, qu’on défendait contre les revendications « ennemies ».

##### Le basileus au combat
Le basileus exerçait la fonction guerrière en personne. Il était éduqué en vue de la guerre dès l’enfance. Comme Alexandre le Grand, le roi devait être bon stratège, il combattait en personne, il tenait à partager, avec ses soldats, les rigueurs de la vie militaire. Avant l’affrontement, le basileus en bon général, allait reconnaître les lieux et préparer sa tactique. Avant la bataille, il passait en revue les troupes et haranguaient celles-ci. Le roi rappelait la gloire de son ancêtre et faisait miroiter l’espoir du butin à ses troupes. Pendant le combat, le roi, était entouré de sa garde, il se tenait au centre de son armée pour être prêt à intervenir aux lieux qui fléchissaient.

##### Le basileus «protecteur, libérateur et sauveur»
« Miraculeux, fort et victorieux » le roi était tenu de défendre efficacement les peuples. Il défendait également les villes des attaques de ses ennemies. Les villes, les cités, le basileus pouvait les « libérer » en les arrachant à ses concurrents. Le thème de la « liberté des grecques » était un thème moteur durant toute l'époque hellénistique. La « liberté des grecques » devait être accordée et garantie par le roi. En retour, les cités qualifiaient les rois en d’innombrables décrets, signant les prémices du culte du souverain.
Par « libération » des cités, il fallait généralement entendre une restauration des anciens régimes. Cette « libération » restituait les institutions qui avait été modifiées par les « protecteurs » précédents. La « libération » des cités pouvait également rimer avec une autonomie au sein du royaume. Le roi avait pour mission de faire revivre un passé tenu pour excellent. Le basileus, vainqueur du moment, se félicitait de la restauration d’un régime. Il devait restaurer la paix et garantir la prospérité. En temps de guerre, si la protection royale était défaillante, les cités étaient offertes à la merci de l’ennemie.
La défaite était « honteuse », il y a « défaite et défaite ». Si elle ne remettait pas en cause la totalité de son territoire, la défaite n’était qu’une offense que le basileus pouvait combler en remportant d'autres victoires. Elle était souvent l’effet d’un « manque de calcul et pouvait être le résultat d’une conduite irrationnelle » selon Polybe. Si la défaite remettait la totalité de son territoire en jeu, il valait mieux, selon ce dernier, se « suicider que de survivre à une catastrophe irréparable ». La mort au combat devait grandir l’image du roi.

##### Le territoire
La possession d’un territoire n’était pas forcément la condition sine qua non vecteur de la royauté. Cependant, la possession, l’exploitation, la défense et l’agrandissement d’un territoire étaient indispensables à l’exercice de la royauté. Il s'agissait des devoirs du roi.

##### Le butin
Si la guerre victorieuse était condition de prestige et de puissance, elle était aussi pourvoyeuse de butin. Le roi, comme dans l'Iliade, en prenait sa part privilégiée. Le basileus faisait offrande, aux temples, des prémices de son butin, particulièrement aux sanctuaires panhelléniques de Delphes, d'Olympie et de Délos.

##### Le savoir
Le « bon roi » possédait le savoir et une capacité de réflexion rationnelle, qu’on songe au « philosophe roi » de Platon et à cette affirmation d'Aristote : « l’être qui, grâce à son intelligence est capable de prévoir, est chef par nature et maitre par nature ».

##### Le Diadème
Depuis la Grèce antique, le diadème était l’antique parure du vainqueur athlétique. Le diadème était devenu l’insigne du pouvoir qu’un roi léguait en mourant à celui qu’il désignait comme son successeur. Durant toute la période hellénistique, le diadème symbolisait la nature du basileus et en particulier sa nature « victorieuse » et « conquérante » par essence.
Ensuite, le terme de basileus se réfère à n'importe quel roi d'une zone hellénophone au sein de l'Empire romain, comme Hérode en Judée.

## Constantinople

Bannière des Paléologues : les quatre lettres reflètent la devise Basileus Basileon Basileuon Basileusin (« Roi des rois, régnant sur les rois »).

À l'époque byzantine, le basileus est l'empereur. Héraclius adopta ce terme pour remplacer le titre latin d’Augustus (Augustos en traduction grecque) en 629 : il prit alors le sens d’« empereur ». Il est utilisé comme titre officiel à partir de Justinien II, alors que le grec remplace progressivement le latin sur les pièces de monnaie et dans les documents officiels.
Quand les Romains conquirent la Méditerranée, le titre impérial « Cæsar Augustus » fut initialement traduit par « Kaisar Sebastos » (« vénérable César ») et plus tard hellénisé en « Kaisar Augoustos ». « Imperator » (« ayant tout pouvoir »), un autre titre impérial, fut traduit en « autokrator ». « BASILEUS » fut gravé sur la monnaie byzantine en écriture latine (à la place de « C.IMP. » pour « Cæsar Imperator »). C'est seulement plus tard que l'écriture grecque fut utilisée.
Le titre de « basileus » devient l'objet d'une grande controverse quand Charlemagne fut, lui aussi, couronné « empereur des Romains » par le pape, car le roi franc ne descendait pas des empereurs romains et n'avait pas été adoubé empereur d'Occident par celui d'Orient, conformément à la légalité romaine. Aux yeux de l'impératrice Irène, régente de son fils Constantin VI, Charlemagne avait donc usurpé ce titre et n'avait de légitimité que comme roi des Francs, et non comme « empereur des Romains », titre réservé aux souverains byzantins (« Βασιλεὺς αὐτοκράτωρ τῶν Ῥωμαίων / basileùs autokrátôr tỗn rhômaíôn »). Charlemagne proposa néanmoins le mariage à Irène, mais elle refusa[réf. nécessaire] ; elle-même utilisait le terme de « basileus » plutôt que « basilissa » (« impératrice ») et ne reconnut pas le titre impérial de Charlemagne.

### Conception divine

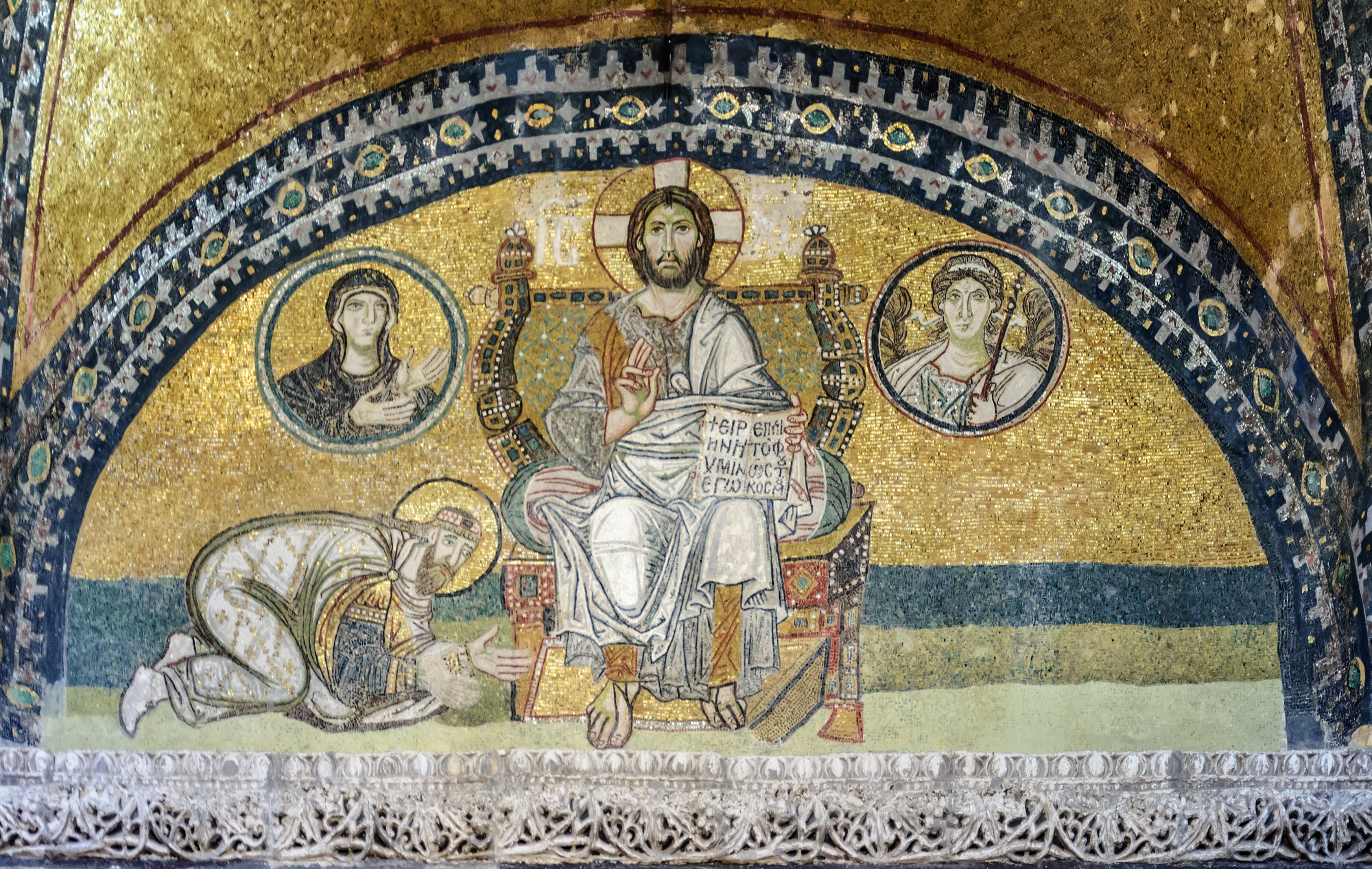
Le basileus Léon VI le Sage, servant et lieutenant de Dieu, se prosterne devant le Christ pantocrator (mosaïque de la basilique Sainte-Sophie de Constantinople : les médaillons figurent l'archange Gabriel et Marie).

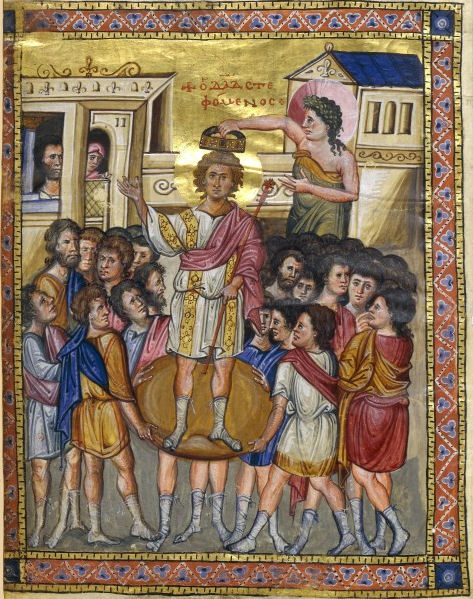
Le symbole de David, abondamment utilisé par les basilei : ce roi biblique est couronné sur un bouclier entouré de son armée et couronné selon la volonté de Dieu (Psautier de Paris).

#### Le basileus, servant et lieutenant de Dieu
« Basileus » est un titre et une charge qui, comme dans toute la chrétienté orientale (tsars, rois, voïvodes ou hospodars) ne sont initialement pas transmissibles héréditairement, même si des dynasties réussissent parfois à conserver le trône sur plusieurs générations. Symbole du caractère essentiellement éphémère de leur pouvoir, les empereurs byzantins se voient remettre l'« akakia » lors de leur intronisation : une bourse de soie pourpre pleine de poussière qui leur rappelait qu'ils n'étaient que des hommes, destinés à redevenir poussière. L’empereur tire sa légitimité de la volonté de Dieu, et non de son prédécesseur. Jean II considérera ainsi que la « charge de l’Empire lui avait été confiée par Dieu ». Cette intervention divine est d’autant plus nette lorsque l’Empereur est un usurpateur : tel est ainsi le cas de Nicéphore Ier et de Basile Ier, auxquels « Dieu a concédé de régner sur les chrétiens pour la génération présente ».
En tant qu’individu, le basileus n’est qu’un « servant et lieutenant de Dieu » (ἐργαστὸς καὶ λοχαγὸς τοῦ Θεοῦ / ergastòs kaì lochagòs toû theoû) et tous ses actes dépendent étroitement de la volonté divine. Cette conception se rencontre essentiellement dans les opérations militaires : Alexis Ier Comnène et Jean II Comnène estiment ainsi que l’armée est placée « sous Dieu, général en chef, et moi, son sous-ordre » : une campagne militaire ne peut donc être engagée que si elle prend le chemin voulu par Dieu. Cette conception implique nécessairement que n’importe qui puisse être élu par Dieu pour monter sur le trône impérial : Justin Ier, Michel II, Basile Ier, Michel IV ou Michel V, tous hommes du peuple, furent considérés comme choisis parmi le peuple pour régner sur l’Empire.
Cette conception de la fonction impériale a deux conséquences : tant que le basileus a les faveurs de Dieu (c'est-à-dire : sait lire ses desseins), se révolter contre l’Empereur est une révolte contre Dieu et le révolté est un ennemi de Dieu (θεομάχος / theomáchos), voire un sacrilège (καθοσίωσις / kathosíôsis, terme employé par Michel Attaleiatès lors de la révolte de Constantin Doukas contre Nicéphore Ier) ; mais si le basileus perd, s’il est « aveugle » face aux desseins de Dieu, alors c’est lui qui devient un ennemi de Dieu, et c’est le révolté qui devient un « servant et lieutenant » du Seigneur. Dans les controverses christologiques et religieuses de l’Empire, comme celle entre les « iconoclastes » et les « orthodoxes », chaque parti est persuadé d’être « dans la Lumière » et de lutter contre l’aveuglement de ses adversaires, qui, eux, sont « dans l’Obscurité ». Dans ces conditions, l’Empereur peut tout faire dans les limites de la volonté divine et ses victoires sont celles d’un soldat de Dieu ; s’il est vaincu, c’est qu’il n’avait pas su voir la volonté divine (et c’est pourquoi, plus d’une fois, les vaincus furent physiquement aveuglés avant d’être contraints de se faire moines, comme Romain IV Diogène).

#### Les symboles du pouvoir
L’Empereur est entouré, sur terre, d’un décorum symbolisant l’origine divine de sa fonction et imposant l’idée de sa puissance sacrée à quiconque est introduit en sa présence. Il est l’image terrestre du monde divin, tel que le conçoivent les Byzantins. Ce thème de l’Empereur-sacré est utilisé à la cour de Léon VI, d’Alexis Ier et d’Alexis III. Il en va de même de Romain IV qui, lors de sa traversée de l’Asie centrale, est regardé par ses soldats comme étant « l’égal de Dieu ».
Le symbole le plus important du pouvoir impérial demeure cependant la pourpre : l’Empereur est revêtu de pourpre, et en particulier chaussé de bottes pourpres, les kampagia, qui sont par excellence le signe du pouvoir impérial : tant que l’Empereur les porte, il peut prétendre à l’Empire (ainsi, Basile II refuse-t-il de recevoir la soumission de Bardas Sklèros tant qu’il ne s’en est pas dépouillé). Seul l’Empereur, délégué de Dieu, peut user de la pourpre impériale (vêtements, diadèmes, chausses).
Un autre symbole du pouvoir est la monnaie, le nomisma d’or ou le millarision d’argent, qui sont revêtus d’une valeur sacrée au point que le seul fait de les jeter à terre et de les fouler constituent une offense faite à l’Empereur.

### Autorité légale
L’Empire n’est pas pour autant une théocratie, car c’est la Loi qui le gouverne, et qui s’impose également au basileus, élu de Dieu, mais soumis aussi au respect de la loi : étant la loi personnifiée, il ne peut pas, sans se nier lui-même, tomber dans des excès tyranniques. Il est ainsi, dira Kékauménos, soumis aux lois qui garantissent la piété.
La plus importante des lois auxquelles est soumis le basileus est la loi de succession au trône : même si tout vient de Dieu, le Byzantin reste persuadé qu’une prise de pouvoir violente n’est pas légale. Isaac Ier Comnène en vient ainsi à abdiquer, rongé par le remords d’avoir pris le pouvoir contrairement aux lois.
Les lois de succession, même non écrites, constituent « les droits communs de l’Empire romain » que le basileus peut interpréter, et aux carences desquelles il peut suppléer par des décisions personnelles prises conformément aux coutumes grecques.
Il n’en demeure pas moins que le trône apparaît comme un bien commun impérial, initialement non héréditaire et dont l’Empereur ne doit pas disposer à sa volonté : ainsi par exemple, la décision de Constantin IX de choisir lui-même son successeur, autant que le serment imposé par Constantin X à son épouse de ne jamais se remarier, sont regardés, notamment par l’autorité ecclésiastique, comme illégaux et ne tendant pas au bien commun. De la même manière, l’attribution des fonctions de l’État ne peut procéder de la fantaisie impériale.

### Principe dynastique
Le principe dynastique, à savoir la transmission héréditaire du pouvoir impérial, n’existait pas initialement : il s’impose progressivement à partir du IXe siècle.
Les impératrices régnantes accouchent dans une salle spéciale du Palais Sacré, la salle pourpre ou Porphyra et l’enfant naît ainsi porphyrogénète : c'est une présomption qu’il deviendra héritier du trône.
Le droit dynastique s’impose finalement avec la dynastie macédonienne : pour assurer sa succession, Basile Ier associe au trône ses enfants Constantin, Léon et Alexandre, inaugurant ainsi une pratique qui se perpétuera.
Son fils aîné, Alexandre III, stérile, meurt sans enfant. Léon VI, son successeur, contracte trois mariages sans pouvoir engendrer d’héritier successible : il doit alors, en violation du Code civil qu’il a lui-même édicté, contracter une quatrième union d’où naît un fils, Constantin, que l’impératrice Zoé prend soin de faire naître dans la porphyra.
Devenu empereur, Constantin VII verra sa bâtardise légale s’effacer avec le statut de porphyrogénète, destiné à le différencier de son beau-père, l’empereur associé Romain Ier Lécapène : si celui-ci parvient à associer ses propres fils au trône, il ne parvient cependant pas à écarter Constantin de la succession. La destitution des Lécapène père et fils établit clairement l’attachement des Byzantins à la transmission héréditaire du trône : l’héritier légitime est le fils de Léon VI, nonobstant les circonstances de sa conception.
De même, Romain II le Macédonien associe-t-il ses deux fils, Basile II et Constantin VIII au trône : bien qu’usurpateurs, Nicéphore II Phokas et Jean Ier Tzimiskès ne peuvent les écarter du trône.
Cet attachement des Byzantins au principe de la légitimité conduira le peuple, à la mort de Zoé puis de son époux Constantin IX, à tirer de son couvent la dernière fille de Constantin VIII, Théodora afin de la proclamer basileia.

#### Manuels
- Catherine Grandjean, Geneviève Hoffman, Laurent Capdetrey et Jean-Yves Carrez-Maratray, « Caractères des royautés et des cités », dans Le monde hellénistique, Malakoff, Armand Colin, 2017, 2e éd., p. 61-98.

#### Ouvrages généraux
- Jean Delorme, « Le monarque idéal » dans : V-L. Tapé (dir.), Le monde hellénistique (323-133 avant J.-C), évènements et institutions coll. « Regards sur l’histoire », Sedes, Paris 1975, pp. 355-359.
- Claire Préaux, « Le Roi » ; dans Le Monde Hellénistique : La Grèce et l’Orient 323-146 av. J-C., Tome 1, Chap. 1, PUF, Paris 1997, pp. 181-201.

#### Études spécialisées
- Pierre Cabanes, « Le monde hellénistique de la mort d’Alexandre à la Paix d’Apamée (323-188) » coll. « Points », Paris, 1995
- Pierre Carlier, « Les basileis homérique sont-ils des rois ? », Ktèma : civilisations de l'Orient, de la Grèce et de Rome antiques, vol. Hommage à Edmond Frézouls – III, no 21,‎ 1996, p. 5-22. (lire en ligne)
- Pierre Carlier, « La royauté en Grèce avant Alexandre » dans Études et travaux publiés par le groupe de recherche d'histoire romaine de l'Université des sciences humaines de Strasbourg, AECR, Strasbourg, 1984.